# RAM March 01
RAM March 01 (RAM 01) – samochód Formuły 1, zaprojektowany przez Dave’a Kelly’ego i skonstruowany przez RAM Racing. Uczestniczył w sezonach 1983–1984.

## Historia
Model ten był pierwszym wyprodukowanym przez RAM. Jako że od 1983 roku zabronione było stosowanie w samochodach efektu przyziemnego, był to zupełnie nowy pojazd.
Z powodu niskiego budżetu zdecydowano się zastosować monokok z aluminium zamiast z włókna węglowego. Problemem były opony Pirelli oraz silnik. W związku z tym w sezonie 1983 kierowcy RAM 01 zdołali się zakwalifikować tylko trzy razy, a najlepszą pozycją było dwunaste miejsce Kenny’ego Achesona w Grand Prix RPA. Model był także krótko używany z turbodoładowanymi silnikami Hart w 1984 roku. Zastąpił go RAM 02.

## Wyniki w Formule 1
| Legenda oznaczeń w tabelach wyników Wyświetl szablon na nowej stronie | Legenda oznaczeń w tabelach wyników Wyświetl szablon na nowej stronie                                                                     |
| Oznaczenie                                                            | Wyjaśnienie |
| --------------------------------------------------------------------- | --- |
| Złoty                                                                 | Zwycięzca lub mistrzostwo |
| Srebrny                                                               | 2. miejsce lub wicemistrzostwo |
| Brązowy                                                               | 3. miejsce lub II wicemistrzostwo |
| Zielony                                                               | Ukończył, punktował (w klasyfikacji generalnej, gdy zdobył co najmniej jeden punkt na przestrzeni sezonu, poza trzema powyższymi opcjami) |
| Niebieski                                                             | Ukończył, nie punktował (w klasyfikacji generalnej, gdy nie zdobył co najmniej jednego punktu na przestrzeni sezonu)                      |
| Czerwony                                                              | Nie zakwalifikował się (NZ) |
| Czerwony                                                              | Nie prekwalifikował się (NPK) |
| Różowy                                                                | Nie ukończył (NU) |
| Różowy                                                                | Niesklasyfikowany (NS) (w klasyfikacji generalnej, gdy nie został sklasyfikowany w żadnym wyścigu sezonu)                                 |
| Czarny                                                                | Zdyskwalifikowany (DK) |
| Czarny                                                                | Wykluczony (WYK/EX) |
| Biały                                                                 | Nie wystartował (NW) |
| Biały                                                                 | Kontuzjowany (K/INJ) |
| Biały                                                                 | Wyścig odwołany (OD/C) |
| Bez koloru                                                            | Został wycofany (WYC/WD) |
| Bez koloru                                                            | Nie przybył (NP/DNA) |
| Bez koloru                                                            | Nie brał udziału w treningach (NT/DNP) |
| Bez koloru                                                            | Nie został zgłoszony (–) |
| Pogrubienie                                                           | Start z pole position |
| Kursywa                                                               | Najszybsze okrążenie wyścigu |
| †                                                                     | Nie ukończył, ale jego rezultat został zaliczony ze względu na przejechanie więcej niż 90% dystansu wyścigu.                              |
| *                                                                     | Sezon w trakcie |
| 1/2/3                                                                 | Punktowana pozycja w sprincie kwalifikacyjnym                                                                                             |
| Lista systemów punktacji Formuły 1                                    | |

| Sezon | Zespół                      | Silnik | Kierowcy             | Wyniki w poszczególnianych eliminacjach | Wyniki w poszczególnianych eliminacjach | Wyniki w poszczególnianych eliminacjach | Wyniki w poszczególnianych eliminacjach | Wyniki w poszczególnianych eliminacjach | Wyniki w poszczególnianych eliminacjach | Wyniki w poszczególnianych eliminacjach | Wyniki w poszczególnianych eliminacjach | Wyniki w poszczególnianych eliminacjach | Wyniki w poszczególnianych eliminacjach | Wyniki w poszczególnianych eliminacjach | Wyniki w poszczególnianych eliminacjach | Wyniki w poszczególnianych eliminacjach | Wyniki w poszczególnianych eliminacjach | Wyniki w poszczególnianych eliminacjach | Wyniki w poszczególnianych eliminacjach | Wyniki kierowców | Wyniki kierowców | Wyniki konstruktora | Wyniki konstruktora |
| 1983  |                             |        |                      | Brazylia                                | Stany Zjednoczone                       | Francja                                 | San Marino                              | Monako                                  | Belgia                                  | Stany Zjednoczone                       | Kanada                                  | Wielka Brytania                         | Niemcy                                  | Austria                                 | Holandia                                | Włochy                                  | Unia Europejska                         |                                         |                                         | Pkt.             | Msc.             | Pkt.                | Msc.                |
| ----- | --------------------------- | ------ | -------------------- | --------------------------------------- | --------------------------------------- | --------------------------------------- | --------------------------------------- | --------------------------------------- | --------------------------------------- | --------------------------------------- | --------------------------------------- | --------------------------------------- | --------------------------------------- | --------------------------------------- | --------------------------------------- | --------------------------------------- | --------------------------------------- | --------------------------------------- | --------------------------------------- | ---------------- | ---------------- | ------------------- | ------------------- |
| 1983  | RAM Automotive Team March   | Ford   | Eliseo Salazar       | 14                                      | NU                                      | NZ                                      | NZ                                      | NZ                                      | NZ                                      | -                                       | -                                       | -                                       | -                                       | -                                       | -                                       | -                                       | -                                       | -                                       |                                         | 0                | 32               | 0                   | 19                  |
| 1983  | RAM Automotive Team March   | Ford   | Jacques Villeneuve   | -                                       | -                                       | -                                       | -                                       | -                                       | -                                       | -                                       | NZ                                      | -                                       | -                                       | -                                       | -                                       | -                                       | -                                       | -                                       |                                         | 0                | NS               | 0                   | 19                  |
| 1983  | RAM Automotive Team March   | Ford   | Kenny Acheson        | -                                       | -                                       | -                                       | -                                       | -                                       | -                                       | -                                       | -                                       | NZ                                      | NZ                                      | NZ                                      | NZ                                      | NZ                                      | NZ                                      | 12                                      |                                         | 0                | 30               | 0                   | 19                  |
| 1983  | RAM Automotive Team March   | Ford   | Jean-Louis Schlesser | -                                       | -                                       | NZ                                      | -                                       | -                                       | -                                       | -                                       | -                                       | -                                       | -                                       | -                                       | -                                       | -                                       | -                                       | -                                       |                                         | 0                | NS               | 0                   | 19                  |
| 1984  |                             |        |                      | Brazylia                                |                                         | Belgia                                  | San Marino                              | Francja                                 | Monako                                  | Kanada                                  | Stany Zjednoczone                       | Stany Zjednoczone                       | Wielka Brytania                         | Niemcy                                  | Austria                                 | Holandia                                | Włochy                                  | Unia Europejska                         | Portugalia                              | Pkt.             | Msc.             | Pkt.                | Msc.                |
| 1984  | Skoal Bandit Formula 1 Team | Hart   | Jonathan Palmer      | 8                                       | NU                                      | -                                       | -                                       | -                                       | -                                       | -                                       | -                                       | -                                       | -                                       | -                                       | -                                       | -                                       | -                                       | -                                       |                                         | 0                | 27               | 0                   | 15                  |